# Beltane

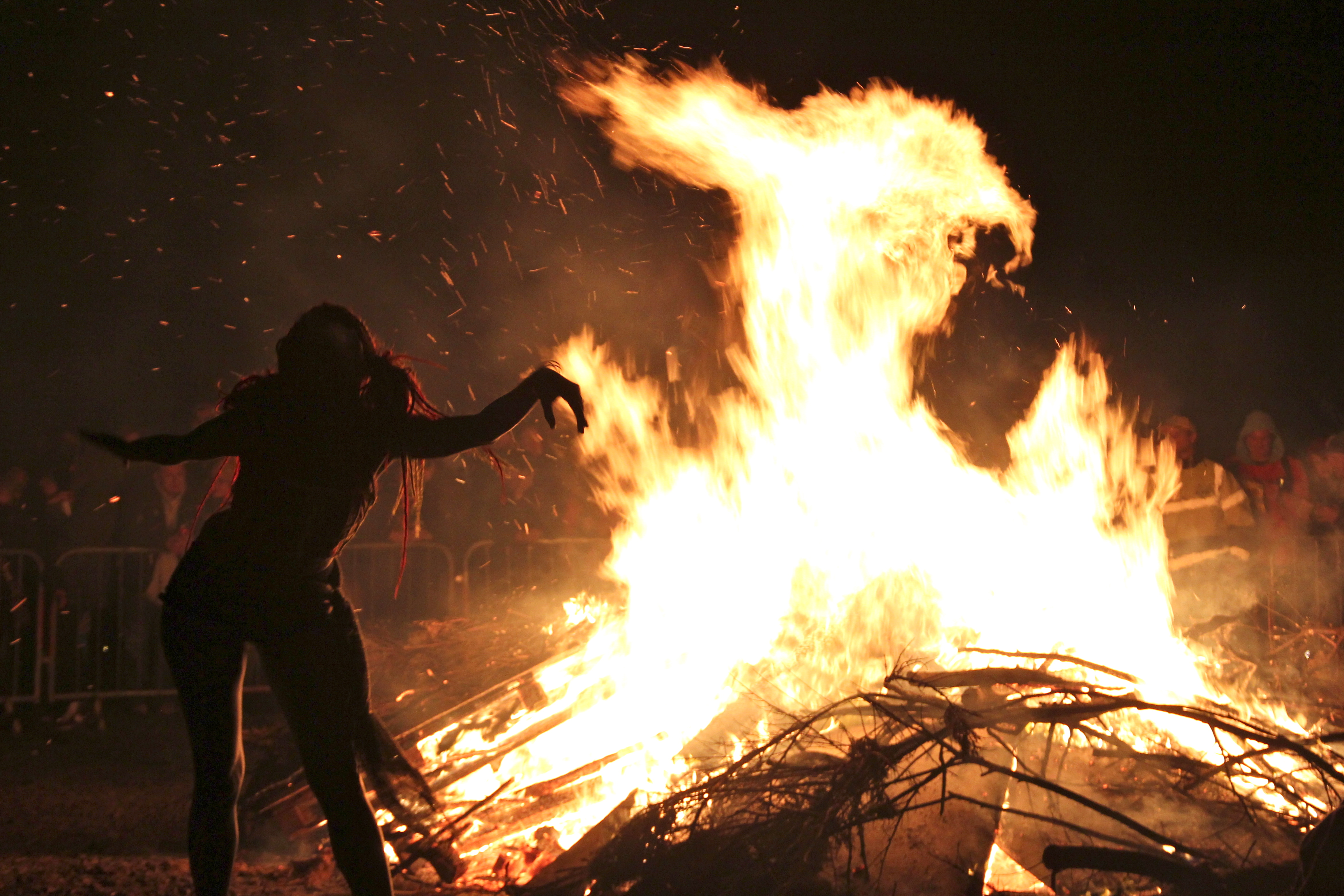
Beltane-Freudenfeuer auf Calton Hill im schottischen Edinburgh

Beltane, auch Beltene, Beltaine (altirisch), neuirische Form Bhealltainn oder Bealtaine  [ˈbʲɑ:l̪ˠt̪ˠənʲə], ist im irischen Kalender der Sommeranfang. Das Fest trägt auch den Namen Cétsamuin („der erste Sommerliche“, walisisch Cyntefin), dieser Name bezog sich auf den Beginn der warmen Jahreszeit. Beltane wird beginnend am Vorabend in der Nacht zum und am 1. Mai gefeiert. Eine weitere walisische Bezeichnung ist nos Calan Mei oder nos Calan Haf.
Beltane ist zusammen mit Imbolc (1. Februar), Lughnasadh (1. August) und Samhain (1. November) eines der vier großen irischen, durch bestimmte Landarbeiten entstandenen Feste.
Bealtaine ist in der heutigen irischen Sprache der Name für den Monat Mai.

## Mythologie
Die Etymologie des Wortes Beltane ist nicht geklärt, es könnte von bel („helles Feuer“) hergeleitet sein. Eine Verbindung mit den Gottheiten Beli Mawr und Belenus, oder mit Bile, dem Vater Mileds, wird angenommen. An diesem Tag, wie auch an den anderen drei wichtigen Festen Imbolc, Lugnasad und Samhain sind die Bewohner der Elfenhügel (Sídhe) für die Menschen an der Oberwelt zu sehen. Beltaine war ursprünglich nicht nur das Sommerfest, sondern auch der Beginn des keltischen Sommerhalbjahres.
Die Beltanefeierlichkeiten zum Sommerbeginn zeigen einige Analogien zu heutigen Traditionen wie dem „Tanz in den Mai“ oder dem Osterfeuer. Auch der traditionelle Maibaum hat hier vermutlich seinen Ursprung, denn die Kelten schmückten zu Beltane die Häuser und Ställe mit frischem Grün und feierten mit Maibaum, Mai-Lehen und Maikönigin. Das ist zum Beispiel bis in die neueste Zeit in Tralee zu sehen. Die noch heute praktizierte Wahl der Maikönigin ist eventuell eine letzte Erinnerung an die Verehrung einer Göttin, die dem Land Fruchtbarkeit schenkte. In der Artustradition wird diesen Feiern ebenfalls große Bedeutung beigemessen.

## Überlieferungen
Zu Beltane wurden bis ins 19. Jahrhundert alle Herdfeuer gelöscht und dann mit Hilfe eines Feuersteines wieder neu entzündet (schottisch-gälisch tein eigin ‚Notfeuer‘). Das soll an die Landung der Túatha Dé Danann in Irland und das Verbrennen ihrer Schiffe erinnern. Ebenso sollen Partholon und später die Milesier am 1. Mai gelandet sein. Im Glossar Sanas Cormaic („Cormacs Flüstern“) des Bischofs Cormac wird um das Jahr 900 berichtet, dass zu Beltane das Vieh unter der Aufsicht von Druiden zwischen zwei Feuern durchgetrieben wurde, um damit Krankheiten zu verhindern. Das wichtigste Feuer wurde in der Mitte Irlands, beim Oenach-Fest in Uisnech entzündet und erinnert an Partholons erste Feuerstelle auf der Insel. Bis ins 19. Jahrhundert wurde das Viehtreiben zwischen zwei Feuern noch in Irland und in Teilen von Schottland praktiziert.

## Neuheidentum

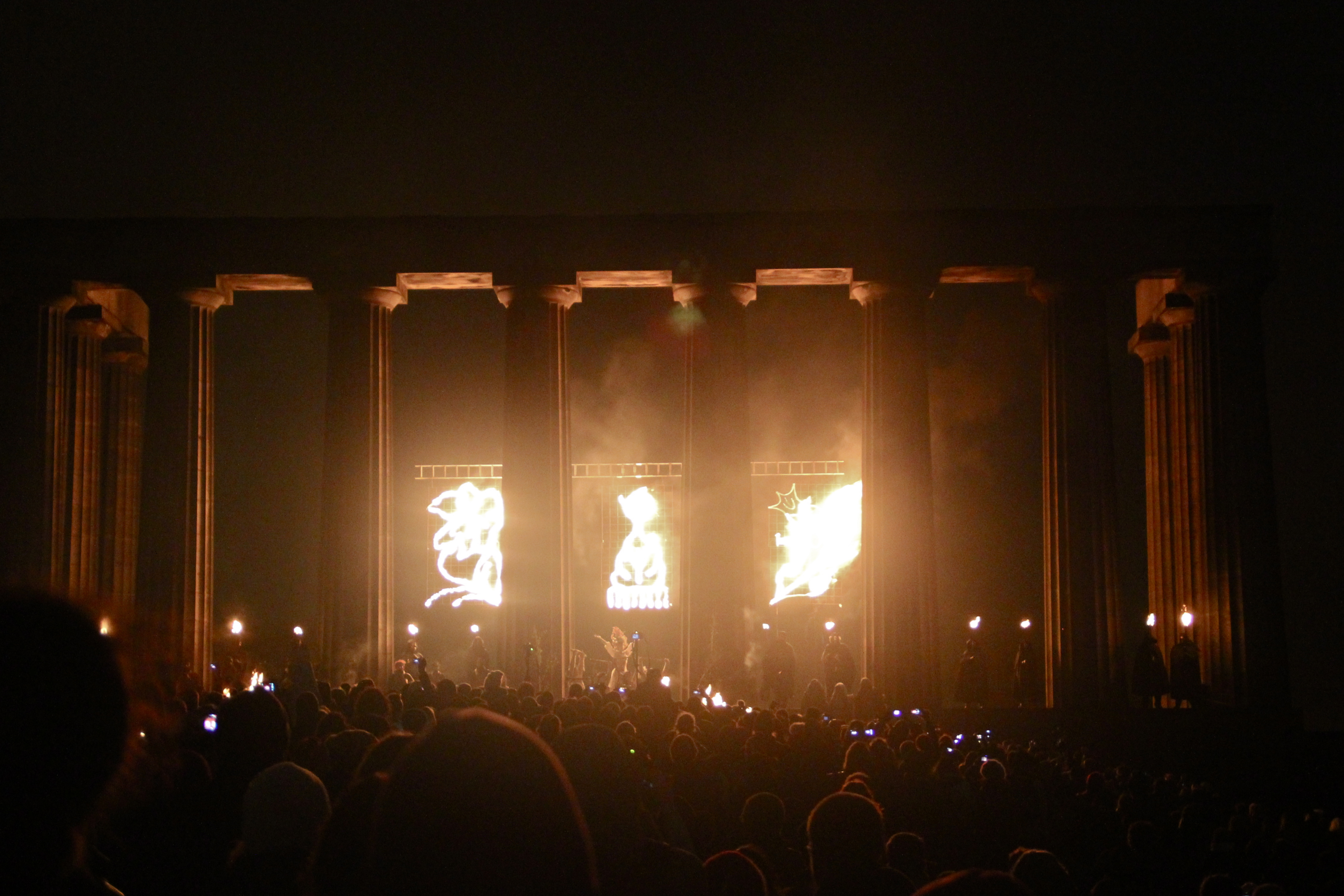
Beltane-Festfeuer in Edinburgh 2012

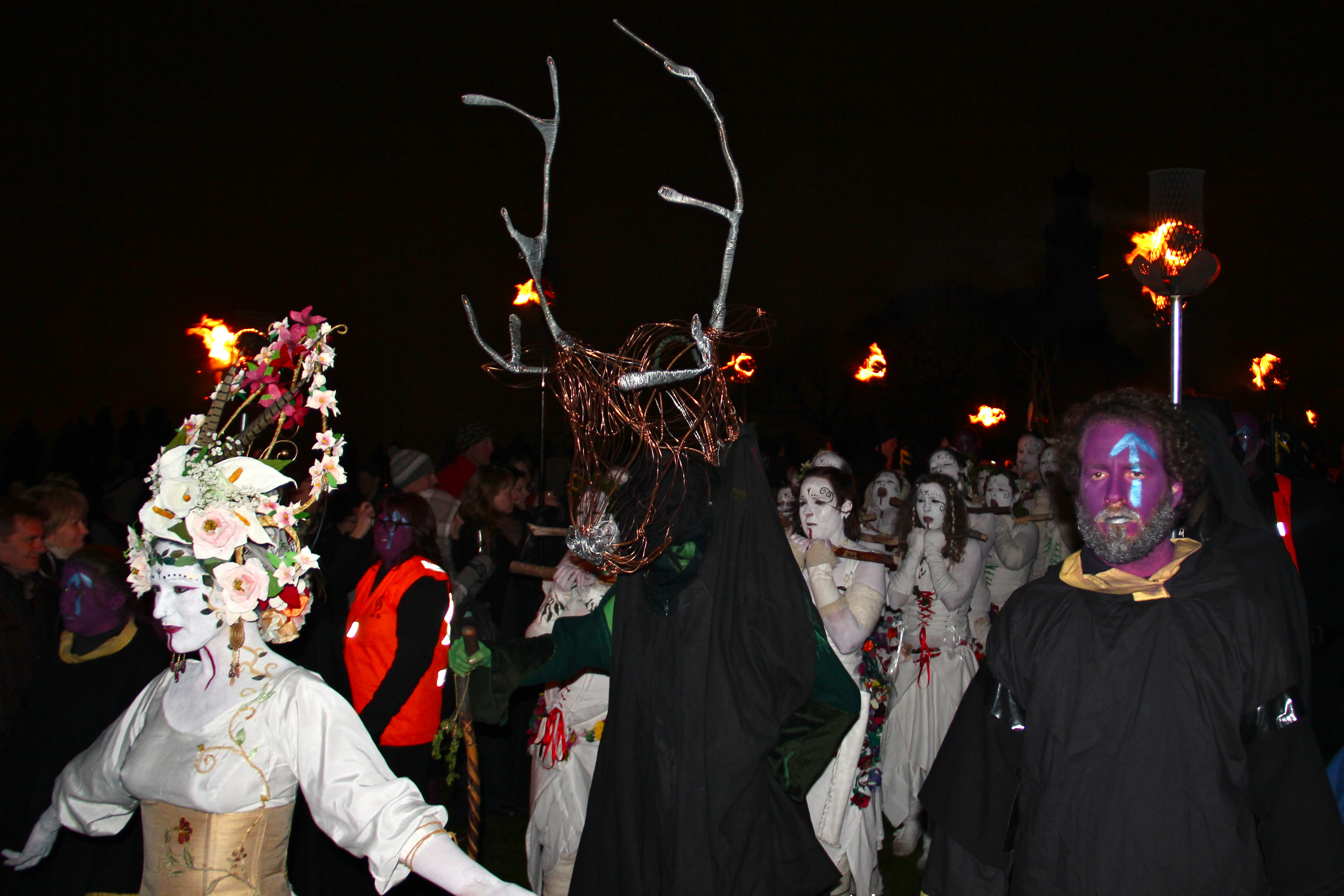
Prozession während des Beltane-Festfeuers in Edinburgh 2012

Im Neuheidentum wird der Name Beltane oder Beltaine für eines der acht Jahresfeste verwendet. Obwohl sich der Feiertag einiger Merkmale (etwa der Freudenfeuer) des gälischen Beltane bedient, ist er sowohl hinsichtlich der Bedeutung (Betonung der Fruchtbarkeit) als auch der Rituale näher mit den Mai-Feierlichkeiten (z. B. Tanz um den Maibaum) verwandt. Einige Heiden feiern Beltane, indem sie den Akt zwischen dem Herrn und der Herrin des Mai aufführen. Gerald Gardner, einer der wichtigsten Initiatoren des Wicca, bezieht sich mit der Bezeichnung „Vorabend des Mai“ auf Beltane.
Das Fest wurde in späterer Zeit von Neuheiden wiederbelebt und neu interpretiert, u. a. als mystische Vereinigung von „Gott“ und „Göttin“, Beginn des Wachstums in der Natur, Zunahme der Kraft von Feen und Elfen, Zeit des Chaos, der „wilden Energie“, der Liebe und Vereinigung.
Auf dem Calton Hill in Edinburgh wird seit 1988 in der alten keltischen Tradition Beltane gefeiert. Es wird von der Beltane Fire Society ausgerichtet und alljährlich von bis zu 15.000 Menschen besucht. Auch in Deutschland wird Beltane von neuheidnischen Gruppierungen z. B. am Blocksberg im Harz oder an den Externsteinen gefeiert.
Viele Neuheiden begehen Beltane, ebenso wie die Feste Imbolc (Vollmond des zweiten Mondes), Lughnasadh (Neumond des achten Mondes) und Samhain (Neumond des elften Mondes), nicht nach dem Sonnenkalender, sondern dem Mondkalender. Danach fällt Beltane nicht auf den 1. Mai, sondern auf den Vollmond des fünften Mondes (fünfter Vollmond nach dem Julfest).

## Musikalische Rezeption
In der Musik, unter anderem in der Metal-Szene (vor allem beim Pagan Metal, Folk Metal und Black Metal) sowie beim Celtic Folk und Pagan Folk spielt der keltische Jahreszyklus eine besondere Rolle. Bands aus der Black-Metal-Szene besingen diesen zum Teil in ihren Liedtexten. Eine erfolgreiche tschechische Black-Metal-Band nennt sich Beltaine. Die Pagan-Folk-Gruppe Omnia behandelt dieses Thema in ihrem Lied „Tine Bealtaine“. Die mittelfränkische Pagan-Metal-Band „Thy Wicked“, die hauptsächlich auf Texte der nordischen Mythologie spezialisiert ist, brachte auf ihrem Debütalbum ebenfalls ein Lied heraus namens „Beltane“.
Die kanadische Sängerin mit keltischem Ursprung Loreena McKennitt trägt mit dem Lied „Huron Beltane Firedance“, erschienen 1989 auf dem Album Parallel Dreams, zur Untermalung bei. Ian Anderson, der lyrische und musikalische Kopf der Band Jethro Tull, beschreibt ebenfalls den „Beltane“, erschienen 2003 als Bonustrack in der Remastered-Version des 1977 erschienenen Albums „Songs From The Wood“. Auch das Lied „A Good Beltane Fire“ des US-amerikanischen Sängers Alexander James Adams ist dem Fest gewidmet. „Beltane Walk“, ein Lied über Spiritualität, Liebe und Freundschaft, findet sich auf dem 1970er Album T. Rex von Marc Bolans gleichnamiger Band.
Auch in der klassischen Musik des 20. Jahrhunderts wurde das Thema aufgegriffen. 1995 entstand das Choreographische Gedicht "The Beltane Fire" von Peter Maxwell Davies, welches von der BBC Philharmonic uraufgeführt wurde.